# سادک (ناحیه سویتاوی)
سادک (به چکی: Sádek) یک منطقهٔ مسکونی در جمهوری چک است که در ناحیه سویتاوی واقع شده است. سادک ۹٫۹ کیلومتر مربع مساحت و ۵۳۱ نفر جمعیت دارد و ۵۴۳ متر بالاتر از سطح دریا واقع شده است.